# Verlincthun
Verlincthun és un municipi francès situat al departament del Pas de Calais i a la regió dels Alts de França. L'any 2007 tenia 366 habitants.

## Demografia

### Població
El 2007 la població de fet de Verlincthun era de 366 persones. Hi havia 131 famílies de les quals 26 eren unipersonals (13 homes vivint sols i 13 dones vivint soles), 46 parelles sense fills, 55 parelles amb fills i 4 famílies monoparentals amb fills.
La població ha evolucionat segons el següent gràfic:
Habitants censats

### Habitatges
El 2007 hi havia 188 habitatges, 134 eren l'habitatge principal de la família, 49 eren segones residències i 4 estaven desocupats. 145 eren cases i 1 era un apartament. Dels 134 habitatges principals, 116 estaven ocupats pels seus propietaris, 15 estaven llogats i ocupats pels llogaters i 3 estaven cedits a títol gratuït; 2 tenien una cambra, 6 en tenien dues, 12 en tenien tres, 25 en tenien quatre i 89 en tenien cinc o més. 129 habitatges disposaven pel capbaix d'una plaça de pàrquing. A 51 habitatges hi havia un automòbil i a 68 n'hi havia dos o més.

### Piràmide de població
La piràmide de població per edats i sexe el 2009 era:
| Homes | Edats   | Dones |
| ----- | ------- | ----- |
| 0     | 95 o +  | 0     |
| 0     | 90 a 94 | 0     |
| 0     | 85 a 89 | 0     |
| 0     | 80 a 84 | 0     |
| 8     | 75 a 79 | 16    |
| 4     | 70 a 74 | 4     |
| 8     | 65 a 69 | 4     |
| 8     | 60 a 64 | 8     |
| 12    | 55 a 59 | 12    |
| 8     | 50 a 54 | 4     |
| 24    | 45 a 49 | 20    |
| 8     | 40 a 44 | 4     |
| 12    | 35 a 39 | 20    |
| 12    | 30 a 34 | 8     |
| 4     | 25 a 29 | 0     |
| 12    | 20 a 24 | 12    |
| 4     | 15 a 19 | 8     |
| 8     | 10 a 14 | 4     |
| 8     | 5 a 9   | 4     |
| 0     | 0 a 4   | 0     |

## Economia
El 2007 la població en edat de treballar era de 243 persones, 188 eren actives i 55 eren inactives. De les 188 persones actives 174 estaven ocupades (100 homes i 74 dones) i 13 estaven aturades (6 homes i 7 dones). De les 55 persones inactives 15 estaven jubilades, 21 estaven estudiant i 19 estaven classificades com a «altres inactius».

### Ingressos
El 2009 a Verlincthun hi havia 138 unitats fiscals que integraven 375,5 persones, la mediana anual d'ingressos fiscals per persona era de 18.241 €.

### Activitats econòmiques
Dels 7 establiments que hi havia el 2007, 2 eren d'empreses de construcció, 1 d'una empresa de comerç i reparació d'automòbils, 1 d'una empresa d'hostatgeria i restauració, 1 d'una empresa financera i 2 d'empreses de serveis.
L'únic servei als particulars que hi havia el 2009 era un electricista.
L'únic establiment comercial que hi havia el 2009 era una botiga de roba.
L'any 2000 a Verlincthun hi havia 12 explotacions agrícoles.

## Equipaments sanitaris i escolars
El 2009 hi havia una escola elemental integrada dins d'un grup escolar amb les comunes properes formant una escola dispersa.

## Poblacions més properes
El següent diagrama mostra les poblacions més properes.